# A Boy of Flanders
A Boy of Flanders è un film muto del 1924 diretto da Victor Schertzinger.
È il secondo adattamento cinematografico del racconto Il cane delle Fiandre, pubblicato nel 1872 dalla scrittrice inglese Ouida. Il film fu ideato come veicolo per la giovane star, Jackie Coogan, di cui si voleva perpetuare il successo ottenuto con Il monello di Charlie Chaplin (1921) e altri film come My Boy (1921), Oliviero Twist (1922) e Papà (1923). Jackie Coogan diventa così anche il primo attore bambino ad essere interprete protagonista di questo racconto, ruolo che nella prima versione del 1914 era stato affidato ad un'attrice. La preminenza data alla giovane star risalta immediatamente anche dal cambiamento del titolo che dall'originale A Dog of Flanders diventa A Boy of Flanders. Anche per il ruolo del cane si sceglie comunque una superstar, Teddy the Dog ("Keystone Teddy, the Wonder Dog"), celebrità canina del cinema di Hollywood del tempo, già protagonista in numerosi cortometraggi, ma anche in film di successo come Stella Maris (1918) con Mary Pickford.
Come anche nella versione del 1914 al film viene dato un lieto fine, laddove il racconto originario si concludeva con la morte del ragazzo e del cane. In questo modo Coogan può ancora una volta interpretare il suo ruolo abituale di povero bambino orfano che alla fine trova felicità e una nuova famiglia.

## Trama
Un ragazzino con aspirazioni da pittore cura la fattoria del nonno ammalato, quando questi muore decide di partire non avendo vinto una gara di pittura cui aveva partecipato. Mentre ammira una tela di Rubens incontra un pittore che decide di prenderlo con sé.

## Produzione
Il film fu prodotto negli Stati Uniti d'America dalla Jackie Coogan Productions.

## Distribuzione
Il film fu distribuito dalla Metro-Goldwyn Distributing Corporation nelle sale cinematografiche statunitensi il 7 aprile 1924.
Copia della pellicola è preservata presso gli archivi Gosfilmofond a Mosca (Russia).